# Élections législatives libyennes de 2014
Les élections législatives libyennes de 2014 se sont déroulées le 25 juin 2014,, afin d'élire les 200 membres de la Chambre des représentants destinée à remplacer le Congrès général national élu en 2012. Le mandat est d'une durée d'un an.

## Contexte
Le 30 mars 2014, le Congrès général national élu en 2012 décide de faire élire un nouveau Parlement le 25 juin suivant.

## Déroulement
Le scrutin, marqué par une faible participation d'environ 42 % du corps électoral, en baisse de 20 % par rapport aux élections de 2012, se déroule dans un climat tendu, émaillé notamment par l'assassinat de l'avocate et militante des droits de l'homme, Salwa Bugaighis. En raison des troubles qui affectent le pays, seuls 188 sièges peuvent être pourvus.

## Résultats
Selon la commission électorale, le vote a pu se dérouler dans 98 % des bureaux.
| Catégorie                         | Votes     | %    | Sièges |
| --------------------------------- | --------- | ---- | ------ |
| Indépendants                      | 630 000   | 100  | 188    |
| Non pourvus                       | -         | -    | 12     |
| Total                             | 630 000   | 100  | 200    |
| Inscrits/Participation            | 1 509 218 | 41,7 |        |
| Électeurs potentiels (estimation) | 3 400 000 | -    |        |